# María Gabriela de Faría
María Gabriela de Faría Chacón (Caracas, 11 de setembro de 1992), é uma atriz, cantora e modelo venezuelana, mais conhecida por interpretar as personagens Isabella Pasquali na telenovela Isa TKM, e Franky Andrade na série Eu Sou Franky, ambas da Nickelodeon.

## Biografia
María Gabriela de Faría nasceu em Caracas na Venezuela em 11 de setembro de 1992. É filha de Antonio de Faría e Gabriela Chacón e tem um irmão mais novo chamado Gabriel de Faría. 

## Carreira

### 2002–2007: Primeiros trabalhos
Maria iniciou sua carreira trabalhando em campanhas publicitárias, teatro e atuando em telenovelas venezuelanas, no ano de 2002, com apenas 10 anos de idade, conseguiu o papel de Marifé na telenovela Trapos Íntimos, para depois trabalhar em La Señora de Cárdenas (em 2003), Ser Bonita no Basta (em 2005) e a série juvenil Túkiti, Crecí de Una (em 2006), uma produção de RCTV, onde interpretou a protagonista Wendy, uma jovem apaixonada por seu melhor amigo Antonio, interpretado por Eugenio Keller; essa atuação foi reconhecida na entrega anual dos Premios Dos de Oro, destacando-a como Atriz Juvenil do Ano. 
Em 2007, se destacou pela telenovela Toda Una Dama, atuando pela primeira vez ao lado de Reinaldo Zavarce, onde interpretou Helena Trujillo, uma jovem rebelde amante da música eletrônica, foi então que rumores sobre um relacionamento com Zavarce começaram a aparecer. Pouco depois, ainda em 2007, María foi uma das co-animadoras do espaço infantil La Merienda, também de RCTV.
Nesse momento, Maria Gabriela começou a se tornar atrativa por todos os meios de comunicação e foi solicitada pela Nickelodeon Latino-americana.

### 2008–2010: O fenômeno Isa TKM e Isa TK+
María se tornou conhecida fora da Venezuela quando atuou na telenovela Isa TKM, onde interpretou a protagonista Isabella Pasquali, uma jovenzinha carismática que teve que enfrentar problemas com o primeiro amor, Alex Ruiz (interpretado por Reinaldo Zavarce, com quem namorava na época) e buscar pelos seus verdadeiros pais, em uma história que combina humor, música e romance. A novela foi transmitida pela Nickelodeon Latinoamérica e produzida e gravada na Venezuela.

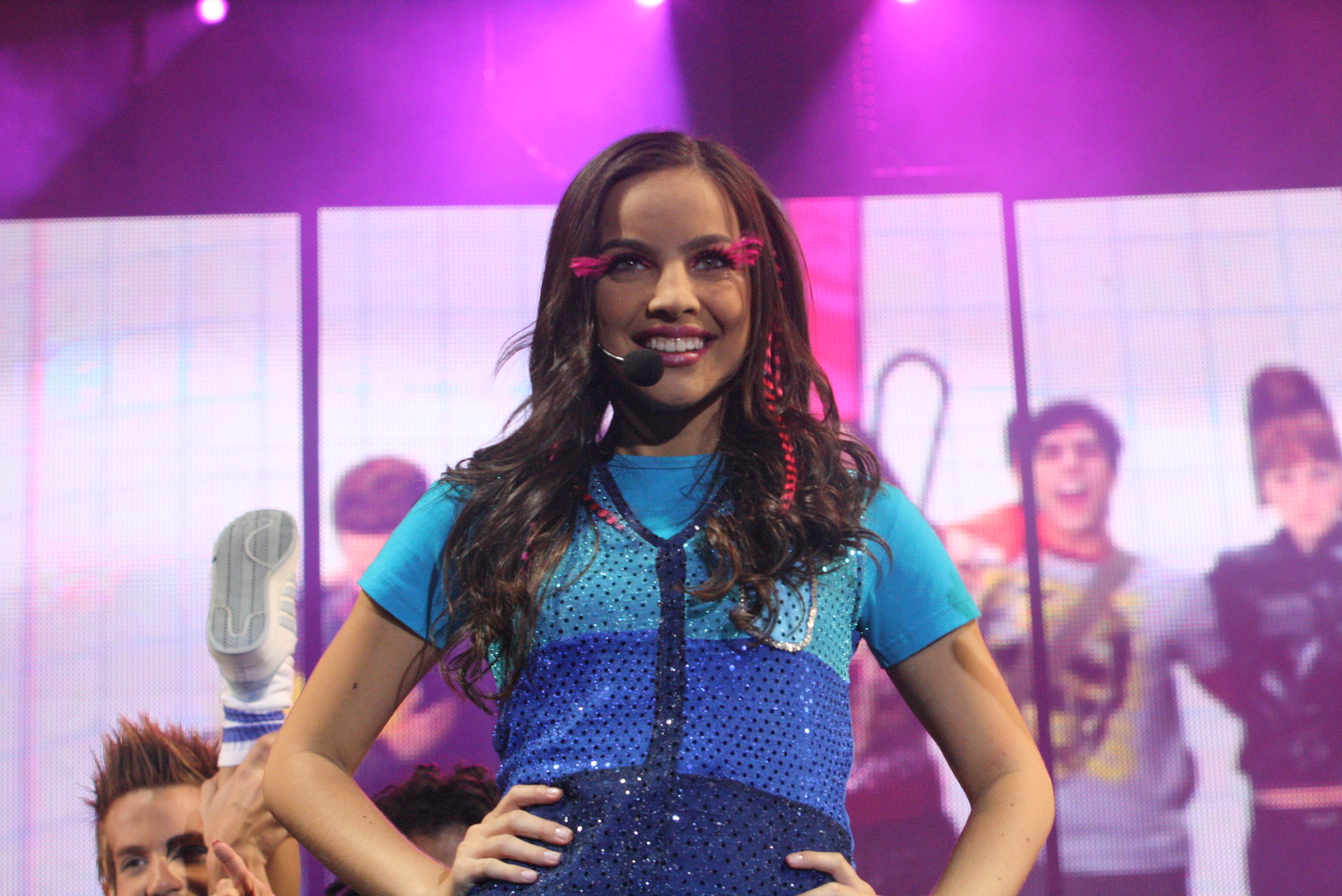
María Gabriela em turnê de ISA TKM em Bogotá, fevereiro de 2010.

Isa TKM se tornou um êxito internacional instantâneo. Foi escrita pela novelista venezuelana Mariela Romero e dirigida por Arturo Manuitt. A Nickelodeon Latinoamérica tinha previsto apenas 75 capítulos da série, mas não esperavam que a novela teria uma excelente aceitação se convertendo na telenovela mais vista da América Latina superando todos os canais por assinatura e a canais de sinal aberto em cada país. Com o sucesso alcançado nos primeiros 75 episódios foi decidido colocar 25 episódios a mais que no final acabaram se tornando 30, totalizando 105 capítulos. Junto à série, María cantou profissionalmente pela primeira vez quando se uniu ao grupo musical Isa TKM, onde gravou o álbum La Fiesta Va a Empezar para a primeira temporada. Após o lançamento do disco, Maria saiu na primeira turnê de sua vida ao lado do grupo se apresentando em numerosos países da América Latina, inclusive o Brasil. 
O primeiro disco da série foi um sucesso de vendas, proporcionando o 1° lugar em diversos países Latino-americanos sendo então certificado ouro na Venezuela e no Brasil. Junto a Reinaldo Zavarce, foi anfitriã dos MTV Latin America Awards, em 15 de outubro de 2009. Depois de seguir o sucesso de Isa TKM atingindo um dos melhores classificações no mundo transmitindo na América Latina, a Nickelodeon América Latina anunciou o lançamento de uma segunda temporada, promovido como Isa TK +, desta vez sendo gravada na Colômbia. A segunda temporada estreou nível Hispano-Americana em 28 de setembro de 2009 e terminou oficialmente aprovada em 26 de março de 2010. Com a segunda temporada foi lançado o disco Sigo Al Corazón, que foi lançado em 25 de novembro de 2009. Mesmo com Isa TK+ sendo um sucesso, concordaram em não fazer uma terceira temporada para a trama, pois se tornaria muito grande já que somando os capítulos da primeira temporada com os da segunda (120) se totalizam 225 capítulos.
Em janeiro de 2010, María Gabriela e Reinaldo Zavarce anunciaram a turnê intitulada "Isa Forever" associada aos álbuns La Fiesta Vá a Empezar e Sigo Ál Corazón de Isa TKM, para se despedirem da popular série de TV. A turnê começou no Brasil em 15 de abril de 2011, com apresentação em Belo Horizonte e se estendeu por vários estados do país. Após isso. María tornou-se imagem publicitaria da organização sem fins lucrativos da Venezuela, Ayuda al Perrito Callejero, demostrando o seu amor pelos animais por quem tem grande afeto.

### 2011–2013: Grachi e El Paseo 2
María teve uma aparição na série de televisão original da Fox Latin America chamada Mentes em Choque em 12 abril de 2011, onde ela interpretou uma adolescente que sofreu um surto psicótico por abuso de substâncias chamada Mara. Em 7 de junho de 2011, foi confirmado pelo site "La Teen Gossip" que María Gabriela seria parte do elenco principal da série de televisão Grachi, gravada em Miami para a Nickelodeon América Latina.
A primeira aparição de María em Grachi foi no último capítulo da primeira temporada da série. Em 2012 teve início a segunda temporada, Mia Novoa era o nome da personagem que seria desde então a vilã da série. Foi divulgado que com a chegada de María Gabriela, o programa quase triplicou sua audiência e passou a crescer cada vez mais. Para a série, a venezuelana se juntou ao grupo musical de Grachi e fez parte daquele que seria seu terceiro disco, Grachi: Volume 2, que continha as músicas da segunda temporada da série. Nisso ela embarcou na turnê musical de Grachi com todo o elenco fazendo assim com que o público também crescesse nos shows. Com o lançamento da terceira temporada da série, Maria Gabriela ganhou o prêmio de vilã favorita na edição de 2013 dos Kids Choice Awards México.
María Gabriela participou de uma das músicas do primeiro álbum do grupo brasileiro P9, intitulada All Torn Up, que se destacou entre os fãs da cantora se tornando na época a mais reproduzida do disco perdendo apenas para os singles do disco. Foi seu primeiro trabalho musical em inglês. Com o fim das gravações da segunda temporada de Grachi em Miami, María foi escalada para seu primeiro filme, o humorístico El Paseo 2, que foi gravado na Colômbia, com ela interpretando Natalia.

### 2013–2017: La Virgen de La Calle e Yo Soy Franky
Em 2013, iniciou nos Estados Unidos as gravações de seu segundo filme, Crossing Point, seu primeiro trabalho na língua inglesa onde interpretou Olívia, uma jovem que está viajando de férias no México com seu namorado, e é sequestrada por traficantes de drogas que obrigam o namorado da jovem a contrabandear uma mochila com cocaína até os EUA, ameaçando matá-la caso ele não cumpra.
Em 2014, María foi então escalada para protagonizar o remake da popular Telenovela venezuelana Juana, la Virgen, que agora se chamaria La Virgen de La Calle. María interpretou Juana, uma jovem virgem que acaba de ganhar uma bolsa de estudos nos Estados Unidos mas se vê impedida quando por uma confusão médica é inseminada artificialmente e engravida.
Em 2015, Maria Gabriela voltou à Nickelodeon interpretando o papel principal na série Yo Soy Franky, a história de uma robô adolescente chamada Franky, que foi criada para ser infiltrada entre os adolescentes e testar a possibilidade de humanizar os androides e permiti-los viver entre os humanos. A série se tornou um grande sucesso na América Latina. No final de 2015, María iniciou as gravações de seu terceiro longa-metragem, o filme de suspense colombiano chamado Pacífico, que conta a história de um grupo de jovens viajantes que acabam ficando presos em uma ilha colombiana que esconde há séculos uma presença maligna. A atriz interpretou a jovem Erika e contracenou com atores como Ricardo Abarca e Diana Neira, com os quais trabalhou em Isa TK+, e também o ex-RBD Christopher Uckermann.
Em 2016 se iniciaram as gravações para a segunda temporada de Yo Soy Franky, que estreou em maio do mesmo ano, repetindo o sucesso da temporada anterior. Para a série, María Gabriela voltou a cantar depois de 4 anos, gravando a canção intitulada "Ritmo Robotico", que se tornou popular entre as crianças por sua coreografia. A música esteve presente no EP digital de Yo Soy Franky. Perguntada sobre sua atuação como cantora, María revelou que não se considera cantora, que ama trabalhar com música, mas não tem mais planos de lançar uma carreira musical e lançar discos e singles e que se for fazê-lo, será em conjunto com a atuação.
Em 2017, viajou para Miami para participar da gravação de alguns capítulos da telenovela intitulada Vikki RPM, onde interpretou Francesca, uma corredora de Kart muito talentosa e premiada. Ainda no mesmo ano, protagonizou também com a mesma personagem, ao lado de Andrés Mercado, uma web-série spin-off da telenovela Vikki RPM, intitulada La Velocidad de La Luz, contando a história de amor de Francesca e Matías. A web-séria foi disponibilizada no Nick Play latino.

### 2018–presente: Deadly Class e Superman
Em 2018, estreou o longa Plan V, quarto filme gravado pela venezuelana, onde ela interpretou Fernanda, a mais louca e atrevida de seu grupo de amigas; além de ter contracenado com a ex-EME 15, Natasha Dupeyrón. María entrou então para o elenco da segunda temporada da série da Fox chamada SITIADOS, gravada na Colômbia, que trata de histórias ocorridas durante a conquista e colonização da América Latina. Na trama, a venezuelana interpreta uma guerreira indígena que luta por sua tribo, que não quer ser comprada pelos espanhóis durante a conquista espanhola.
Em novembro de 2018 foi anunciada uma nova série original do Syfy chamada Deadly Class, baseada nos quadrinhos de mesmo nome do autor Rick Remender. María Gabriela foi escalada para interpretar a mexicana Maria Salazar que teve seus pais mortos por traficantes na infância e foi levada ao crime, tornando-se uma assassina que jura vingança contra aqueles que assassinaram seus pais. Em 4 de junho de 2019, a série foi cancelada pelo Syfy após uma temporada.
Em dezembro de 2019, María Gabriela confirmou em seu Instagram que estaria na versão americana da série produzida pela Fox, The Moodys. María Gabriela interpretou Cora, a namorada de um primo da família Moody que vem no Natal e quase instantaneamente estabelece um relacionamento profundo com Dan, filho de Sr. Sean. Em 2021, foi escada para dar vida a personagem Esperanza no filme de terror Exorcismo Sagrado. Já em 15 de novembro de 2023, a venezuelana foi anunciada como rosto da vilã Angela Spica, a Engenheira, no filme de super-herói do novo DCEU, Superman. O longa foi lançado em 10 de julho de 2025 nos cinemas.

## Vida pessoal
Namorou entre junho de 2008 e agosto de 2013 com o ator e cantor Reinaldo Zavarce, com quem contracenou nas telenovelas Toda Una Dama, Isa TKM e Isa TK+. 
Em janeiro de 2020, casou-se com o também ator Christian McGaffney, com quem ela namorava desde as gravações da novela La Virgen de la calle, em 2014. O casamento ocorreu no Chile, ao lado de sua família e amigos mais próximos e sendo totalmente vegano. María declara que Christian é o grande amor da sua vida.

## Filmografia

### Televisão
| Ano       | Título                 | Papel                          | Notas                      |
| --------- | ---------------------- | ------------------------------ | -------------------------- |
| 2002–2003 | Trapos íntimos         | María Fernanda Lobo (Marifer)  | Atuação infantil           |
| 2003      | La señora de Cárdenas  | María Elena Cárdenas Rodríguez | Atuação infantil           |
| 2005      | Ser bonita no basta    | Andreína Márquez               | Atuação infantil           |
| 2006      | Amantes                | Nieta de Isabel y Camilo       | Participação               |
| 2006      | El don                 | Vários personagens             |                            |
| 2006–2007 | Túkiti, crecí de una   | Wendy                          | Protagonista               |
| 2007–2008 | Toda una dama          | Helena Trujillo Laya           | Elenco principal           |
| 2008–2009 | Isa TKM                | Isabella Pasquali (Isa)        | Protagonista               |
| 2009–2010 | Isa TK+                | Isabella Pasquali (Isa)        | Protagonista               |
| 2011      | Mentes en Shock        | Mara Gálves                    | Convidada                  |
| 2011–2013 | Grachi                 | Mía Novoa                      | Elenco principal           |
| 2014      | La Virgen de la Calle  | Juana Pérez                    | Protagonista               |
| 2015–2016 | Yo Soy Franky          | Franky Andrade                 | Protagonista               |
| 2017      | Vikki RPM              | Francesca Ortíz                | Participação               |
| 2017      | La Velocidad de La Luz | Francesca Ortíz                | Protagonista               |
| 2018      | Sitiados               | Zaita                          | Elenco principal           |
| 2018–2019 | Deadly Class           | Maria Salazar de Soto Vatos    | Elenco principal           |
| 2019–2021 | The Moodys             | Cora                           | Elenco recorrente          |
| 2023      | Animal Control         | Camila                         | 3 episódios (1ª temporada) |

### Filmes
| Ano  | Título                | Papel                       | Notas            |
| ---- | --------------------- | --------------------------- | ---------------- |
| 2012 | El Paseo 2            | Natalia Calvo               |                  |
| 2016 | Crossing Point        | Olivia                      | Recorrente       |
| 2018 | Plan V                | Fernanda                    |                  |
| 2020 | Pacífico              | Erika                       | Elenco principal |
| 2021 | Exorcismo Sagrado     | Esperanza                   | Elenco principal |
| 2021 | R#J                   | Nancy                       | Recorrente       |
| 2023 | The Duel              | Aphrodite                   | Recorrente       |
| 2023 | Cycles                | Lucia                       | Curta-metragem   |
| 2024 | The Forfeiture Clause | Maria Rodríguez             | Pré-produção     |
| 2025 | Superman              | Angela Spica / a Engenheira | Elenco principal |
| TBA  | Little Squares        | Almudena                    | Pós-produção     |

## Discografia

### Singles
| Ano  | Título                                         | Álbum                                                 |
| ---- | ---------------------------------------------- | ----------------------------------------------------- |
| 2009 | "Ven a Bailar"                                 | Isa TKM - La fiesta vá a empezar                      |
| 2009 | "Vamos a Vivir"                                | Isa TKM - La fiesta vá a empezar                      |
| 2009 | "Sigo al corazón"                              | Isa TK+ - Sigo al Corazón                             |
| 2009 | "Tengo tu amor"                                | Isa TK+ - Sigo al Corazón                             |
| 2012 | "Magia"                                        | Grachi: La Vida es Maravillosamente Mágica, Volumen 2 |
| 2012 | "La Estrella Soy Yo"                           | Grachi: La Vida es Maravillosamente Mágica, Volumen 2 |
| 2013 | "All Torn Up" (P9 ft. María Gabriela de Faría) | P9                                                    |
| 2016 | "Ritmo Robótico"                               | Yo Soy Franky - EP                                    |

### Álbuns
| Título                                                | Detalhes                                                                                      | Certificação                                                                                   |
| ----------------------------------------------------- | --------------------------------------------------------------------------------------------- | ---------------------------------------------------------------------------------------------- |
| Isa TKM - La fiesta vá a empezar                      | - Lançamento: 17 de junho de 2009 - Gravadora: Sony Music - Formatos: CD, Download digital    | - CAPIF: Ouro - ABPD: Ouro - ASINCOL: Ouro - Promusicae: Ouro - AMPROFON: Ouro - AVINPRO: Ouro |
| Isa TK+ - Sigo al Corazón                             | - Lançamento: 24 de novembro de 2009 - Gravadora: Sony Music - Formatos: CD, Download digital | - ABPD: Ouro                                                                                   |
| Grachi: La Vida es Maravillosamente Mágica, Volumen 2 | - Lançamento: 11 de abril de 2012 - Gravadora: EMI - Formatos: CD, Download digital           | —                                                                                              |
| Yo Soy Franky - EP                                    | - Lançamento: 12 de maio de 2017 - Gravadora: Nickelodeon - Formato: Download digital         | —                                                                                              |

## Prêmios e indicações
| Ano  | Premiação                     | Categoria                                 | Trabalho             | Resultado |
| ---- | ----------------------------- | ----------------------------------------- | -------------------- | --------- |
| 2008 | Premios Dos de Oro            | Atriz juvenil do ano                      | Tukiti, Crecí de Una | Venceu    |
| 2009 | Meus Prêmios Nick             | Gata do Ano                               | Isa TKM              | Indicada  |
| 2010 | Kids Choice Awards México     | Personagem Feminino Favorito de Uma Série | Isa TK+              | Venceu    |
| 2010 | Meus Prêmios Nick             | Atriz Favorita                            | Isa TK+              | Venceu    |
| 2012 | Kids Choice Awards Argentina  | Vilã Favorita                             | Grachi               | Indicada  |
| 2013 | Kids Choice Awards México     | Vilã Favorita                             | Grachi               | Venceu    |
| 2013 | Meus Prêmios Nick             | Vilã Favorita                             | Grachi               | Indicada  |
| 2013 | Kids Choice Awards Argentina  | Vilã Favorita                             | Grachi               | Indicada  |
| 2016 | Kids' Choice Awards           | Estrela Latina Favorita                   | Yo Soy Franky        | Indicada  |
| 2016 | Kids' Choice Awards México    | Atriz Favorita                            | Yo Soy Franky        | Indicada  |
| 2016 | Kids' Choice Awards Colombia  | Atriz Favorita                            | Yo Soy Franky        | Venceu    |
| 2016 | Kids' Choice Awards Argentina | Atriz Favorita                            | Yo Soy Franky        | Indicada  |
| 2016 | Meus Prêmios Nick             | Gata Trendy                               | Yo Soy Franky        | Indicada  |
| 2017 | Kids Choice Awards México     | Atriz Favorita                            | Yo Soy Franky        | Indicada  |
| 2017 | Kids Choice Awards Colombia   | Atriz Favorita                            | Yo Soy Franky        | Indicada  |
| 2020 | Kids' Choice Awards México    | Inspiração do Ano                         | Ela mesma            | Indicada  |